# Savaş Alp Başar
Savaş Alp Başar (* 1996 in Ankara) ist ein türkischer Schauspieler.

## Biografie
Başar wurde 1996 in Ankara geboren. Er ist der Enkel des Schauspielers Savaş Başar. 2013 bekam er in dem Film Köksüz eine Hauptrolle. Für seine Rolle erhielt er den „Promising Young Actor Award“ beim 20. Adana Golden Boll Film Festival. Im selben Jahr trat er in der Fernsehserie Benim Hala Umudum Var auf.
Anschließend spielte er 2016 in dem Film Sen Sağ Ben Selamet mit. Unter anderem wurde Başar für die Serie Aşk Yalanı Sever gecastet. 2018 setzte er seine Karriere in Tam Kafadan fort. Außerdem war er 2021 in der Serie Akıncı zu sehen.

## Filmografie
Filme
- 2013: Köksüz
- 2016: Sen Sağ Ben Selamet

Serien
- 2013: Benim Hala Umudum Var
- 2016: Aşk Yalanı Sever
- 2017: Deli Gönül
- 2018: Tam Kafadan
- 2021: Menajerimi Ara
- 2021: Akıncı